# Lodzer Freie Presse
Lodzer Freie Presse – niemiecki dziennik wydawany w Łodzi w latach 1918–1945. Jeden z głównych ośrodków propagandy nazistowskiej w Łodzi w latach 30. i 40. XX w.
W poszczególnych latach dziennik wydawany był jako:
- „Lodzer Freie Presse” (1918–1923),
- „Freie Presse” (1923–1939),
- „Deutsche Lodzer Zeitung” (1939),
- „Lodzer Zeitung” (1939–1940),
- „Litzmannstädter Zeitung” (1940–1945)[1].

Gazeta była wydawana w nakładzie 15 tys. sztuk.

## Historia

### „Lodzer Freie Presse” (1918–1923)
Redakcja „Lodzer Freie Presse” powstała w 1918 w dawnej siedzibie „Lodzer Zeitung” przy ul. Konstantynowskiej 28 (późn. ul. Legionów 28). Była wydawana nakładem Eduarda von Behrensa, a jej kierownikiem był Karol Stüldt. Na początku redaktorem naczelnym pisma był Johann Kriese, zaś redaktorami pisma: Adolf Kargel, Markus Askenas i Hugo Wieczorek. Gazeta miała charakter antypolski, ulegała karom finansowym i konfiskatom, często wchodząc w konflikty z polskimi władzami. W związku z konfliktami w 1919 jej wydawanie zawieszono, wydając ją jako jednodniówki pod różnymi tytułami, jako „Neue Presse”, „Tages Presse”, „Die Presse” czy też „Morgen Presse”. 8 listopada 1919 powróciła do tytułu „Lodzer Freie Presse”. W kwietniu 1923 została ponownie zawieszona i wydawana przez 3 tygodnie pt. „Volksfreund”, nawiązując do tytułu innej niemieckiej gazety. Gazeta w 1923 osiągała nakład 3,5 tys. sztuk.

### „Freie Presse” (1923–1939)
Po wznowieniu dziennika, wydawano go pod tytułem „Freie Presse”. Przypuszczalnie zmiana nazwy mogła wynikać z rosnącej popularności czasopisma poza Łodzią. Gazetę przejęło wówczas Towarzystwo Wydawnicze Libertas, a kierownikiem gazety został Berthold Bergmann. Redaktorem naczelnym mianowano Adolfa Kargela, z którym współpracowali: Horst Markgraf, Max Ludwig i Hugo Wieczorek. W latach 30. XX w. gazeta stała się jednym z głównych periodyków propagujących nazizm na terenie Łodzi obok „Der Deutsche Weg” i „Volksfreund”. W kwietniu 1937 przez krótki okres drukarnia i siedziba redakcji zostały zamknięte ze względu na niespełnianie przepisów sanitarnych. Przeniesiono je wówczas do Poznania do domu nakładowego „Posener Tageblatt”, dowożąc codziennie gazety do Łodzi. W tym samym roku, w lipcu redakcja powróciła do swojej pierwotnej siedziby. „Freie Presse” zamknięto 1 września 1939, a redaktorzy oraz kierownik wydawnictwa zostali aresztowani przez polskie władze. Po zajęciu Łodzi przez Niemców wznowiono druk gazety jako urzędowy organ władz wojskowych i cywilnych.

### „Deutsche Lodzer Zeitung” (1939), „Lodzer Zeitung” (1939–1940) i „Litzmannstädter Zeitung” (1940–1945)
24 września 1939 gazetę przemianowano na „Deutsche Lodzer Zeitung”, nawiązując to dziennika „Deutsche Lodzer Zeitung” wydawanego przez władze okupacyjne Łodzi podczas I wojny światowej w latach 1915–1918. Jego nowym redaktorem naczelnym został Karl Scharping, a Kurt Rapke został jego zastępcą, zaś były redaktor naczelny po uwolnieniu z internowania został redaktorem lokalnym. 12 listopada 1939 gazetę przemianowano na „Lodzer Zeitung”. 12 kwietnia czasopismo przemianowano na „Litzmannstädter Zeitung”, nawiązując do generała niemieckiego z I wojny światowej Karla Litzmanna, na którego cześć Łódź przemianowano na Litzmannstädt. Pod tą nazwą gazetę wydawano do 19 stycznia 1945, tj. dnia wyzwolenia Łodzi spod okupacji niemieckiej.